# Kuikuro

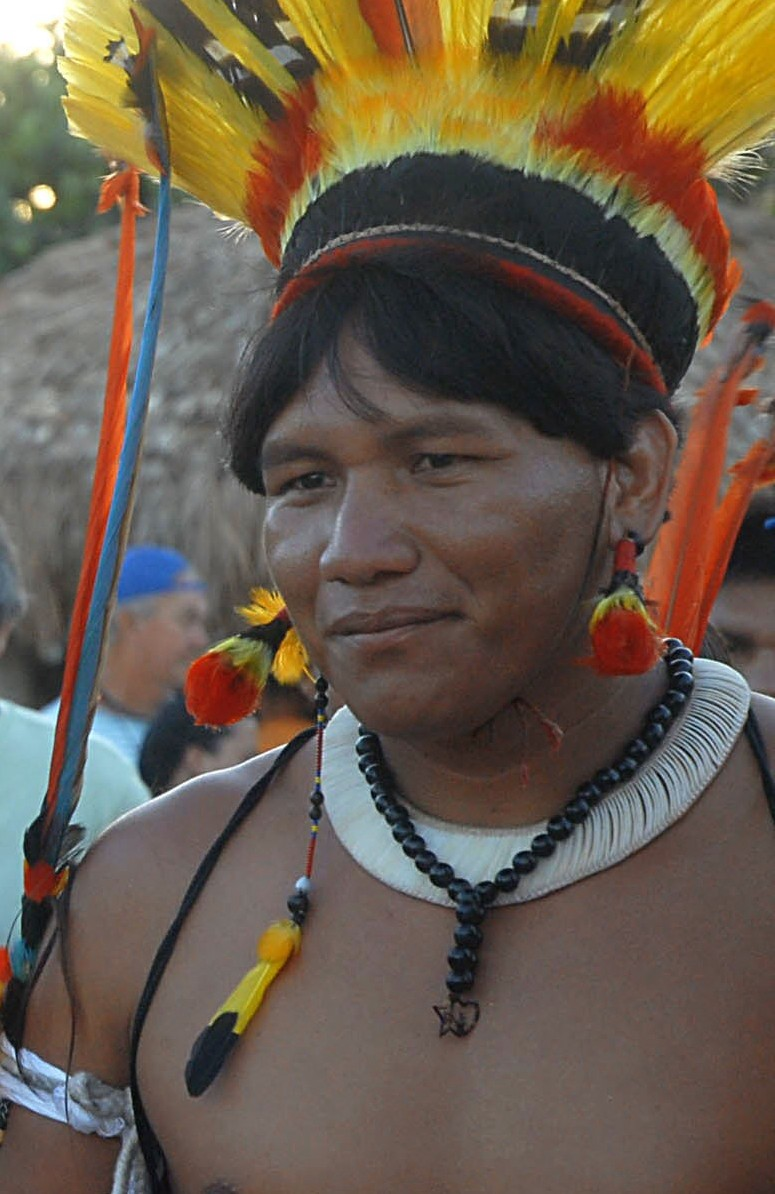
Mężczyzna Kuikuro

Kuikuro – indiańskie plemię zamieszkujące region Mato Grosso w Brazylii. Ich język należy do rodziny karib. Plemię liczy około 500 osób.
Kuikuro mogą być potomkami ludu, który między XIII a XVI w. budował w regionie Xingu, w dorzeczu Amazonki dziesiątki miast, miasteczek i wiosek. Osady te posiadały centralny plac oraz główne drogi, przebiegające zgodnie z kierunkiem wschodu słońca podczas przesilenia letniego – z północnego wschodu na południowy zachód. Były one otoczone wałami ziemnymi, posiadały pola uprawne, a niekiedy nawet stawy rybne.